# Tropical Islands
Tropical Islands (рус. «Тропические острова») — тропический парк развлечений. Расположен в Хальбе в земле Бранденбург, Германия. Он располагается в бывшем эллинге (ангаре для дирижаблей), принадлежавшем ранее фирме Cargolifter AG и называвшемся Aerium. Поэтому сооружение Tropical Islands иногда также называют Aerium. Сооружение является крупнейшим самонесущим залом мира, а также занимает четвёртую строчку в списке крупнейших зданий и сооружений мира (по полезному объёму) — 5 200 000 м³.
Комплекс рассчитан на посещение до 6 000 человек в день. В первый год, по свидетельству операторов, заведение посетили 975 000 посетителей. В комплексе работает порядка 500 человек .

## Географическое положение
Tropical Islands располагается примерно в 60 км к югу от центра Берлина и примерно в 35 км от границы города Берлина в южной части района Хальбе на территории бывшей советской военной базы в бывшем ангаре для дирижаблей Aerium, примерно 70м над уровнем моря.
Добраться можно на автомобиле по федеральному автобану № 13 через Рицнойендорф-Штаков и далее по дороге № 711 от автобана в направлении Краусник-Грос-Вассербург. Также из Берлина можно добраться на поезде в направлении Гёрлиц.

## Концепция
Tropical Islands появились в результате переоборудования принадлежащего обанкротившейся фирме Cargolifter AG ангара для дирижаблей. Переоборудование произведено малайским концерном Tanjong. Зал имеет размеры 360 м в длину, 210 в ширину и 107 в высоту. Всего объём помещения составляет 5,5 миллионов кубометров. Расходы на строительство составили порядка 78 миллионов Евро.
По причине своей изначальной цели — быть ангаром для дирижаблей — является крупнейшим в мире самонесущим залом. 11 июня 2003 года сооружение было перекуплено фирмой Tanjong за 17,5 миллионов Евро, из которых 10 миллионов составили субсидии земли Бранденбург. Парк открыт для посетителей 19 декабря 2004 года.
Поддерживается температура 26 °C, «тропическое» окружение с влажностью воздуха 64 %, самый большой в мире искусственный крытый «тропический лес» с пляжами, многочисленными тропическими растениями, множество плавательных бассейнов, баров и ресторанов. Tropical Islands открыт круглосуточно в течение всего года.
При входе можно выбрать базовую цену входа, все остальные расходы внутри учитываются с помощью специального чипа-браслета. Вся установка разделена на области сауны и тропического озера — каждая область имеет отдельную плату за доступ. Смена областей внутри связана с покупкой суточного билета. Другие тематические области в любом случае требуют дополнительной оплаты. В других областях доступны водные горки, Мини-гольф, а также домики для ночёвок. Развлекательная программа также включает в себя большое вечернее представление и ряд представлений в течение дня: варьете, детская программа.

## Тематические области
Парк разделён на следующие тематические области:
- Тропическая деревня — с постройками в стиле Таиланда, Борнео, Самоа и Бали.
- Тропический лес — более 50 000 растений свыше 600 видов.
- Южное море — Бассейн 140 метров длиной, площадью 4 400 квадратных метров и 1,35 метров в глубину, как копия залива атолла с песчаным пляжем, шириной 200 м , 850 деревянных раскладывающихся стульев-лежанок. Температура воды 28 °C.
- Лагуна из Бали — свыше 1 200 квадратных метров водной поверхности переменной глубины, температура воды 32 °C , фонтаны, искусственные течения, водные горки.

Сооружение дружелюбно для лиц с ограниченными возможностями: а на верхних этажах тропических домиков установлены лифты, дорожки в лесу сделаны без помех для передвижения.

## Дальнейшее расширение
В ноябре-декабре 2006 года парк Tropical Islands был расширен. Было добавлено 4000 квадратных метров детской зоны. Spa-центр и сауна с шестью подразделениями были завершены в середине 2007 года. В области сауны находятся также сауна из драгоценных камней, деревянная сауна, травяные шалашики, холодный бассейн, паровой грот, горячие ванны и специальные душевые кабины. Особенностью Spa-центра и сауны является то, что внутри этой части Tropic islands необходимо находиться полностью голым.
Стиль саун позаимствован из юго-восточно азиатской культуры, в том числе из объектов всемирного наследия ЮНЕСКО, в том числе моделируется индийский храм слонов и камбоджийский Ангкор-Ват.
Построена водяная горка 25 метровой высоты с четырьмя спусками, детская площадка и площадка для мини-гольфа дополняют область саун. В области для переодевания имеются свыше 7 000 шкафчиков. Дополнительные перестройка и расширение стоило порядка 23 миллионов Евро.
Общая сумма инвестиций на расширение и перестройку изначально составляла 75 миллионов Евро, из которых 17 миллионов финансировала земля Бранденбург. Целью финансирования было создание новых рабочих мест.
В 2008 году в непосредственной близости от Tropical Islands были созданы также рабочий посёлок для проживания работников и лагерь для посетителей.

## Проблемы

### Экономические
Число посетителей не дотягивает для запланированных 1,25 миллионов посетителей в год. В течение первого года ожидалось даже 2,5 миллиона посетителей. Реальное же число посетителей — меньше одного миллиона в год. В 2005 году убытки составили 10 — 20 миллионов евро. До октября 2006 насчитывалось всего 600 000 посетителей. Снижение количества посетителей имеет много причин, в том числе и относительная удалённость Tropical Islands от города. Кроме того, у местных жителей Берлина и южного Бранденбурга средний душевой доход несколько ниже общефедерального значения. Целевой группой запланированного расширения и перестройки комплекса были гости из более дальних регионов, в том числе Польши.
Путём изменения структуры цен и улучшения возможностей для ночёвки ситуация с привлечением посетителей была несколько улучшена. По данным руководителя предприятия Оле Бестед в 2008 году запланирована прибыль в размере миллиона и это прямое следствие увеличенных возможностей для ночёвки.
Сначала имелись также проблемы с растениями, которые под светонепроницаемым куполом плохо росли, не получая дневной свет. Чтобы решить эту проблему, с 2005 года покрытие на части купола было заменено на специальную светопроницаемую ETFE-фольгу. Образовалось 20 000 квадратных метров площади купола, пропускающих дневной свет. Посаженные впоследствии пальмы, деревья и кусты хорошо прижились и приносят соответствующую атмосферу в тропический лес и так называемую «тропическую деревню».

### Энергетические
Высокий расход энергии является отрицательным экономическим и экологическим фактором. Оболочка рассчитана на поддержание температуры от 19 °C, в области саун поддерживается температура 26 °C. Из-за большой площади поверхности и покрытия, пропускающего ультрафиолетовые лучи, возникают большие потери тепла. Термографическое изображение показывает потери тепла в разных районах зала.
Природный газ в качестве источника тепла связан с выбросами углекислого газа. Теплопотери также возникают из-за постоянного подогрева песка. Кроме того, потери возникают из-за того, что испаряющийся из бассейнов водяной пар, аккумулирующий тепло, удаляется в результате проветривания. Только на это расходуется порядка 1,3 МВт.